# Kawasaki GTR 1000
Kawasaki GTR 1000 je sportovně turistický motocykl, vyvinutý firmou Kawasaki. Sportovně cestovní motocykl vyráběný od roku 1986 do roku 2006, kdy byl nahrazen modelem Kawasaki GTR 1400. V roce 1993 došlo k větším úpravám. Tradičně je pohonem řadový čtyřválec, který má sametový chod a výkon na rozdávání. Kardan naznačuje cestovní ambice, stejně jako dobrá ochrana před větrem. Výkonové parametry se měnily během výroby i podle státu určení.
Stejný motor používá i superbike Kawasaki GPZ 1000 a chopper Kawasaki ZL 1000 Eliminator.

## Technické parametry
- Rám: ocelový trubkový
- Suchá hmotnost:
- Pohotovostní hmotnost: 305 kg
- Maximální rychlost: 216 km/h
- Spotřeba paliva: 6,6 l/100 km